# کانادایی‌ها
کانادایی‌ها (فرانسوی: Canadiens‎) به ( انگلیسی : Canadians) یا مردم کانادا به اهالی کشور کانادا گفته می‌شود. این واژه به افرادی که به اشکال مختلف محل اسکان، حقوقی، تاریخی یا فرهنگی با کشور کانادا مرتبط هستند، گفته می‌شود.
کانادا یک جامعه چند زبانه و چندفرهنگی است که محل زندگی افراد گروه‌هایی با ریشه‌های مختلف قومی، مذهبی و ملی است که اکثریت جمعیت آن را مهاجران دنیای قدیم و فرزندان آنها تشکیل می‌دهند. پس از دوره اولیه استعمار فرانسه و سپس استعمار بسیار بزرگتر بریتانیا، امواج مختلف (یا اوج) مهاجرت و اسکان افراد غیر بومی در طول نزدیک به دو قرن اتفاق افتاد و تا امروز ادامه دارد. عناصری از آداب و رسوم، زبان ها و مذاهب بومی، فرانسوی، بریتانیایی و مهاجران جدیدتر با هم ترکیب شده اند تا فرهنگ کانادا و در نتیجه هویت کانادایی را شکل دهند. کانادا همچنین به شدت تحت تأثیر همسایه زبانی، جغرافیایی و اقتصادی خود - ایالات متحده قرار گرفته است.